# Dialetto finalese
Il finalese (finarìn) è una varietà della lingua ligure parlata in Provincia di Savona, approssimativamente nei comuni di Finale Ligure, Calice Ligure, Rialto, Orco Feglino e Vezzi Portio. È ascritto al gruppo dialettale centro-occidentale del ligure.
A differenza di altre zone della regione, il territorio che un tempo era noto come Marchesato del Finale, rimase a lungo indipendente dalla Repubblica di Genova e pertanto anche la parlata locale mantenne o sviluppò alcune peculiarità che ancora oggi la differenziano da quelle limitrofe.

## Norme di pronuncia
La grafia normalizzata sotto riportata è quella concordata nel Convegno di Sanremo del 10-12 ottobre 1976 promosso dalla Consulta Ligure delle Associazioni Culturali e dall'Istituto di glottologia dell'Università di Genova.
- ê ha un suono lungo (/e/)
- î ha un suono lungo (i:)
- j è utilizzata per scrivere la i intervocalica (maja) (/j/)
- ö corrispondente al suono eu del francese feu (/ø/)
- ô ha un suono molto aperto tendente ad a (/ɑ/)
- ü è la vocale chiusa nota come u lombardo, corrispondente alla u palatalizzata francese di but (/y/)
- š è pronunciata come la s nell'italiano rosa (/z/). Si è stabilito di scriverla in questo modo, contrariamente all'ortografia ligure standard, perché non è mai pronunciata come la z italiana e pertanto il toponimo "Genova" è scritto Šena e non Zena come abitualmente per la lingua ligure
- scc è l'unione dei suoni corrispondenti a sc nell'italiano scimmia e c in ciao (/ʃ/)